# Iwan Schmid
Iwan Schmid (* 15. November 1947 in Oberbuchsiten; † 13. Mai 2009 in Olten) war ein Schweizer Radrennfahrer.

## Sportliche Laufbahn
Schmid war Teilnehmer der Olympischen Sommerspiele 1972 in München. Im olympischen Strassenrennen kam er beim Sieg von Hennie Kuiper auf den 20. Rang. 
Er startete für den Verein VC Gunzgen. Als Amateur gewann er das Rennen Nancy–Strasbourg 1970. In der Tour de l’Avenir 1971 gewann er eine Etappe, 1972 wurde er hinter Fedor den Hertog Zweiter. Dazu kam ein Etappensieg. 1973 belegte er den 4. Rang in diesem Etappenrennen und wurde Sieger der Kombinationswertung. In der Leimentalrundfahrt kam nur Robert Thalmann vor ihm ins Ziel. In der Saison 1974 holte er Etappensiege im Grand Prix Guillaume Tell (6. Platz in der Gesamtwertung) und in der Tour de l’Avenir. Schmid siegte in jener Saison in den Eintagesrennen Tour du Lac Léman, im Giro del Mendrisiotto und im Grand Prix de la Liberté. Die Meisterschaft von Zürich beendete er im Amateurrennen hinter René Leuenberger als Zweiter.
1975 war er auf einem Tagesabschnitt der Rheinland-Pfalz-Rundfahrt erfolgreich. Dazu kamen zweite Plätze in den Rennen Stausee-Rundfahrt Klingnau und im Grand Prix de la Liberté. 1976 startete Schmid in der Internationalen Friedensfahrt und kam auf den 18. Platz der Gesamtwertung.
Anfang Juni 1976 wurde er Berufsfahrer im Radsportteam Flandria-Velda. Er fuhr bis 1977 als Radprofi. Kurz nach seinem Wechsel zu den Profis gewann er eine Etappe in der Tour de Suisse. Er beendete die Rundfahrt auf dem 16. Platz. Danach bestritt er die Tour de France und beendete das Rennen als 51. der Gesamtwertung.